# BAC Mono

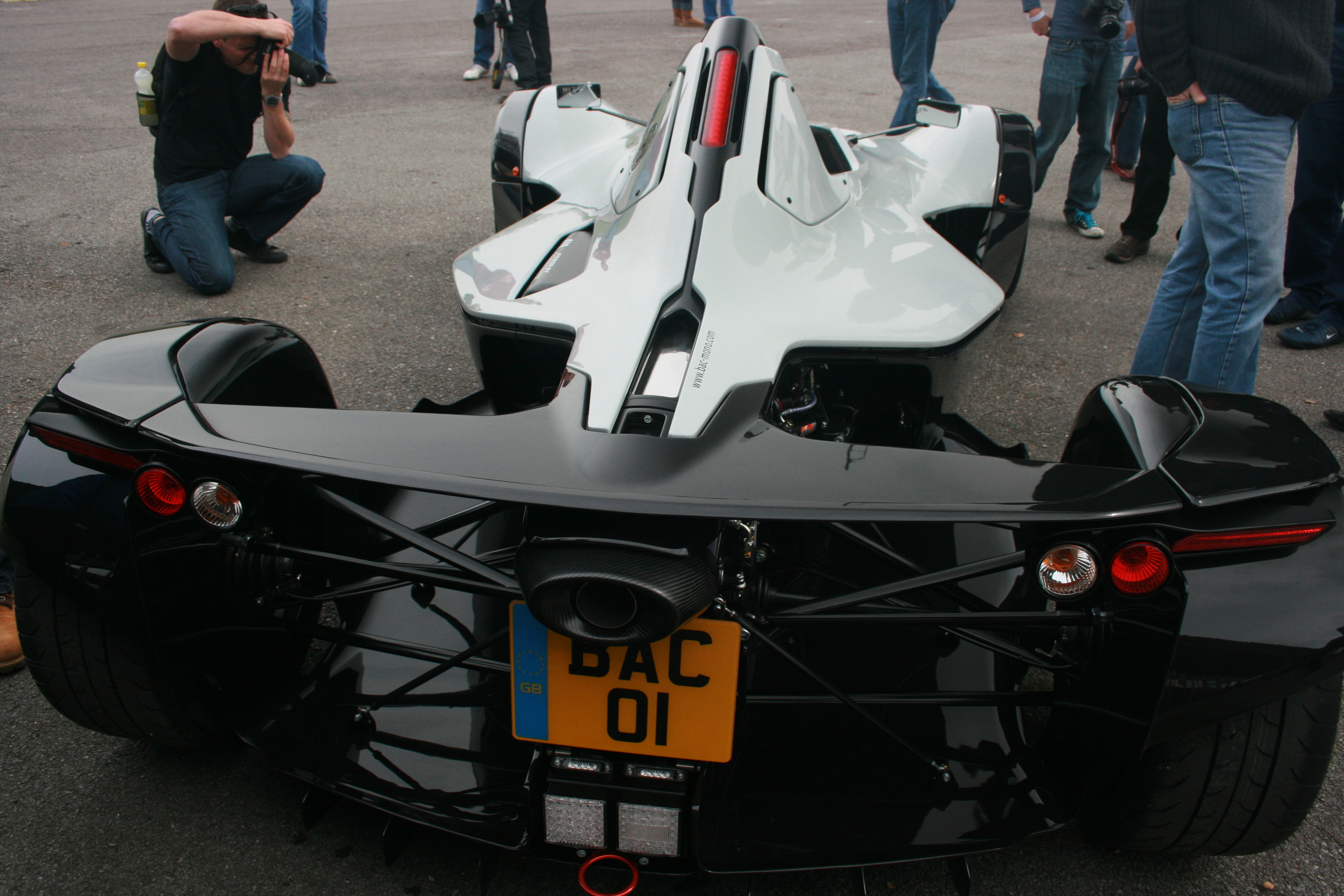
tył pojazdu

BAC Mono – samochód sportowy produkowany przez firmę Briggs Automotive Company. Produkcję samochodu producent ograniczył do 35 egzemplarzy.

## Dane techniczne[3]

### Silnik
- Silnik: R4
- Pojemność: 2,3 l
- Moc: 280 KM
- Moment obrotowy: 280 Nm
- Liczba zaworów: 16
- Liczba zaworów na cylinder: 4 DOHC

### Osiągi
- Przyspieszenie 0-100 km/h: 2,8 s
- Przyspieszenie 0-161 km/h: 6,7 s
- Prędkość maksymalna: 274 km/h